# 大島暁雄
大島 暁雄（おおしま あきお、1945年(昭和20年) - 2016年（平成28年））は、日本の民俗学者。専門は日本民俗学、民具研究。

## 来歴
栃木県に生まれる。宇都宮大学を卒業し、立教大学大学院修士課程を修了した。
国立歴史民俗博物館、文化庁主任文化財調査官、東京文化財研究所客員研究員を歴任した。

## 著書
- 『上総掘りの民俗 民俗技術論の課題』未来社、1986年
- 『無形民俗文化財の保護 無形文化遺産保護条約にむけて』岩田書院、2007年、ISBN 4872944860

## 共編著
- 『図説民俗探訪事典』（宮田登・松崎憲三・佐藤良博・宮本正勝との共編）山川出版社、1983年
- 『日本民俗調査報告書集成』（松崎憲三・宮本袈裟雄との共編）三一書房、1994年 - 1997年
- 『日本の民俗芸能調査報告書集成』全24巻（三隅治雄・吉田純子との共編）海路書院、2004年 - 2007年